# Culicoides brunnicans
Culicoides brunnicans är en tvåvingeart som beskrevs av Edwards 1939. Culicoides brunnicans ingår i släktet Culicoides och familjen svidknott. Inga underarter finns listade i Catalogue of Life.